# Ajnabee
Ajnabee est un film indien de Bollywood réalisé par Abbas Mustan sorti le 21 septembre 2001.
Le film met en vedette Akshay Kumar, Bobby Deol, Kareena Kapoor et Bipasha Basu. Le long métrage fut un succès notable aux box-office, de plus il marque les débuts de la belle Bipasha Basu.

## Fiche technique
- Réalisation : Abbas-Mastan (les frères Abbas Alibhai Burmawalla et Mastan Alibhai Burmawalla)
- Date de sortie : 21 septembre 2001

## Distribution
- Akshay Kumar
- Bobby Deol
- Kareena Kapoor
- Bipasha Basu

## Box-office
- Box-office Inde: 490 000 000 Roupies.
- Budget: 120 000 000 Roupies indiennes.

Box-office india qualifie le film de succès moyen.